# Julie & Ludwig

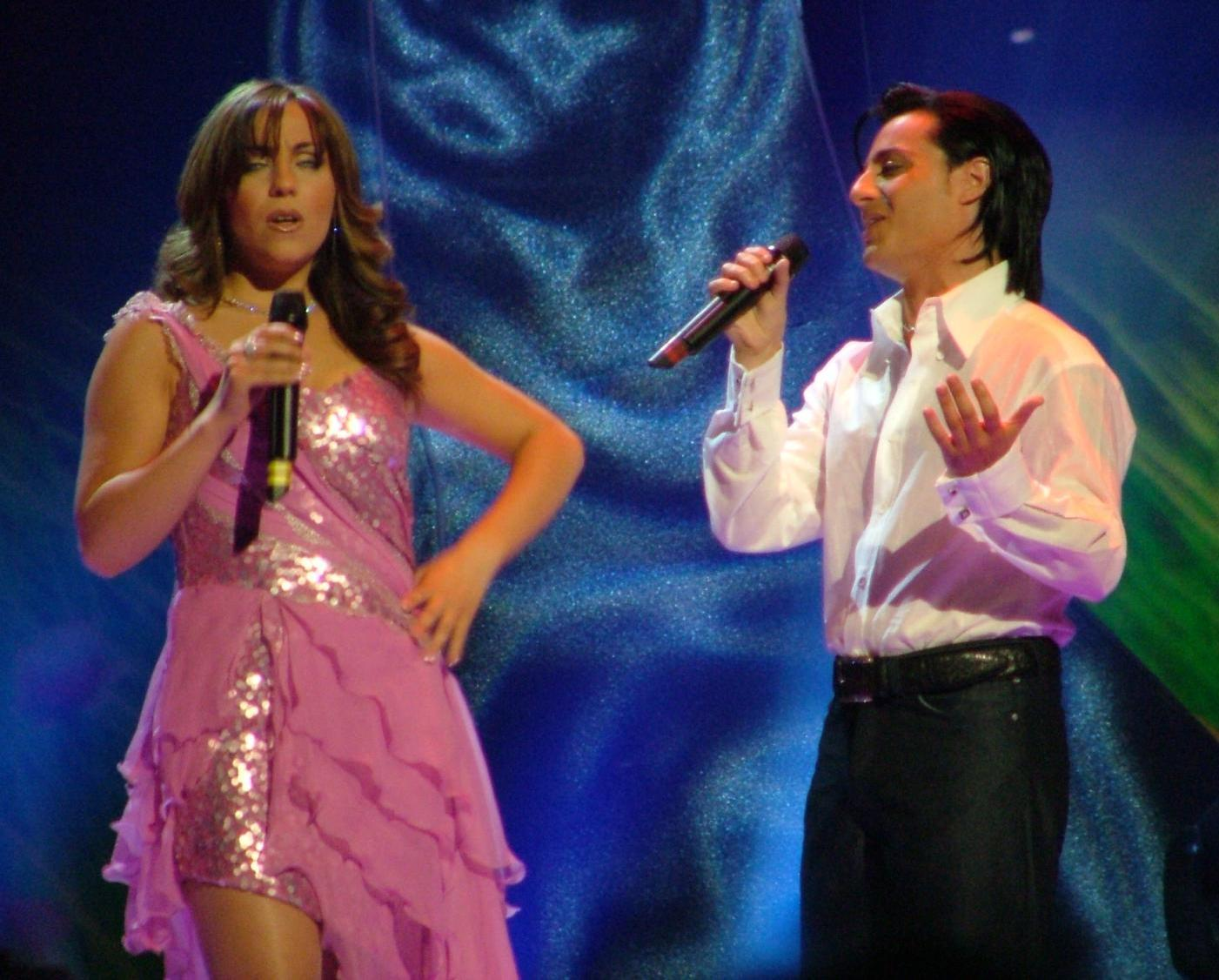
Julie & Ludwig på Eurovisionscenen i Istanbul 2004.

Julie & Ludwig (Julie Zahra & Ludwig Galea), duo från Malta.
Den 14 februari 2004 vann Julie & Ludwig Malta Song for Europe, Maltas motsvarighet till den svenska Melodifestivalen, med låten "On Again...Off Again". De representerade Malta i Eurovision Song Contest 2004, och kom på 12:e plats av totalt 24 länder.
Bidraget fick 50 poäng.
Första gången Ludwig & Julie sjöng tillsammans som duo var i festivalen "Festival Internazzjonali tal-Kanzunetta Maltija" (Internationell festival för maltesisk sång) 2002. De framförde låten "Adagio" på maltesiska.
Följande år, 2003, sjöng de tillsammans igen i Malta Song For Europe 2003. De kom på en fjärdeplats med sången "My Number One".
Duon fick också pris för sin tolkning av sången "Sebat Ilwien" ("Sju Färger") på festivalen "L-Għanja tal-Poplu 2003" på Malta.
De medverkade i "Discovery Festival 2003" i Bulgarien. Där vann de första pris med låten "Endlessly". Paret kom också på andra plats i kategorin Bästa sångare.
Efter succén i Malta Song For Europe 2004 fick Julie & Ludwig uppdraget att sjunga på dagen då Malta invigdes som medlemsland i EU, i maj 2004. De uppträdde med låten "Fil-Port ma' l-Ewropej" ("Européer tillsammans i vår stora hamn"). Deras låt var även Maltas officiella sång vid EU-firandet.
Julie & Ludwig har också medverkat i olika TV-program på Malta. Säsongen 2003/2004 sjöng de signaturmusiken till programmet "Il-Ħolma Amerikana" ("Den amerikanska drömmen"). Programserien innehöll intervjuer och information om de maltesiska immigranterna i USA.
2004 släpptes Julie & Ludwig's första album, "Mood Swings".

## Diskografi
- Adagio (engelsk och maltesisk version), 2002
- My Number One, 2003
- Sebat Ilwien, 2003
- Endlessly, 2003
- On Again...Off Again, 2004
- Ħolma Amerikana, 2004
- Fil-Port ma' l-Ewropej, 2004